# Schizocosa perplexa
Schizocosa perplexa este o specie de păianjeni din genul Schizocosa, familia Lycosidae, descrisă de Bryant, 1936. Conform Catalogue of Life specia Schizocosa perplexa nu are subspecii cunoscute.